# Gogó Andreu

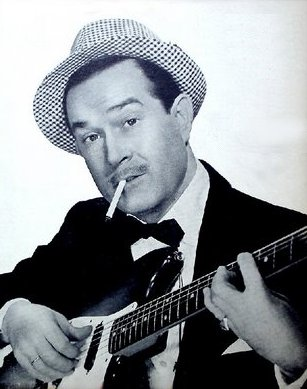
Gogó Andreu 1962

Ricardo César „Gogó“ Andreu (* 27. Juli 1919 in Buenos Aires; † 1. Mai 2012 ebenda) war ein argentinischer Schauspieler, Komiker und Autor.